# Brieskow-Finkenheerd
Brieskow-Finkenheerd er en by i landkreis Oder-Spree i den tyske delstat Brandenburg.